# خانه اپرای بوستون
خانه اپرای بوستون (به انگلیسی: Boston Opera House)، همچنین به عنوان خانه اپرای بانک شهروندان شناخته می‌شود، یک سالن هنرهای نمایشی است که در خیابان واشینگتن در بوستون، ماساچوست واقع شده است. پس از بیش از ۵۰ سال فعالیت به عنوان یک سالن سینما، در سال ۱۹۸۰ به عنوان خانه ای برای شرکت اپرای بوستون، که در آنجا اجرا می‌کرد تا زمانی که شرکت اپرا در سال ۱۹۹۰ به دلیل مشکلات مالی تعطیل شد، دوباره وقف شد. این تئاتر در سال ۲۰۰۴ پس از یک بازسازی اساسی بازگشایی شد و در حال حاضر به عنوان خانه باله بوستون و همچنین میزبان نمایش‌های برادوی تور است.

## تاریخچه
خانه اپرای بوستون در ابتدا به عنوان تئاتر یادبود بی.اف. کیث، یک سینمای مجلل در زنجیره کیث-آلبی طراحی شد. این بنا یکی از استادانه‌ترین آثار معمار برجسته تئاتر، توماس دبلیو. لمب، به‌شمار می‌رود و به پیشگام وودویل، بی.اف. کیث، تقدیم شده است. تئاتر در ۲۳ اکتبر ۱۹۲۸، درست قبل از افتتاح، تحت مالکیت شرکت رادیو-کیث-اورفیوم (RKO) قرار گرفت. این تئاتر در ۲۹ اکتبر ۱۹۲۸ افتتاح شد و فیلم‌های اکران اول را به همراه وودویل زنده نمایش می‌داد «». تا سال ۱۹۲۹، این تئاتر تنها به نمایش فیلم روی آورد و در طول دهه ۱۹۵۰ به عنوان یک ویترین پیشرو فیلم در بوستون شناخته می‌شد. این تئاتر به نام RKO Keith's معروف شد و تابلوهایی داشت که هم "B.F. Keith's" و هم "RKO Keith's" را نشان می‌دادند.
در سال ۱۹۶۵، شرکت تئاترهای سک این تئاتر را خریداری کرده و نام آن را به تئاتر ساووی تغییر داد. سک بعدها یک سینمای کوچک‌تر دوم را در فضای صحنه تئاتر اضافه کرد که توسط یک دیوار بنایی که در امتداد صحنه ساخته شده بود، از سالن اصلی جدا می‌شد «».
در سال ۱۹۸۰، پس از تعطیلی به عنوان خانه سینما، این تئاتر به خانه کارگردان اپرا، سارا کالدول، از گروه اپرای بوستون تبدیل شد و به خانه اپرای بوستون تغییر نام داد. این تئاتر توسط گروه اپرا با کمک سوزان تیمکن، حامی هنر بوستون، خریداری و بازسازی شد «». پس از یک دهه تولید اپرا در این خانه، شرکت کالدول به دلیل مشکلات مالی در سال ۱۹۹۱ ورشکست شد. این شرکت که از سال ۱۹۵۸ اپرا را در تئاترهای اجاره‌ای تولید می‌کرد، از نظر مالی آمادگی مقابله با هزینه‌های قابل توجه نگهداری از این تئاتر بزرگ را که قبلاً برای دهه‌ها به‌طور ضعیفی نگهداری می‌شد، نداشت. ورشکستگی این شرکت، تئاتر را تاریک و بدون بودجه برای نگهداری از آن باقی گذاشت «». ساختمان که فاقد سیستم گرمایشی بود، دچار خسارت گسترده ناشی از آب شد و سیستم برق و گچ تزئینی داخلی سالن اجتماعات آسیب جدی دید. لباس‌های گروه که دهه‌ها جمع‌آوری و زیر سقف آسیب‌دیده نگهداری می‌شدند، از بین رفتند. در سال ۱۹۹۶، گروه سابق اپرا مالکیت ساختمان را واگذار کرد.